# Kościół w Halli
Kościół w Halli – świątynia należąca do diecezji Visby Kościoła Szwecji. Znajduje się w centralnej części Gotlandii.

## Architektura
Najstarszą częścią kościoła jest romańska nawa datowana na około 1200 rok. Nieco późniejsza jest wieża, natomiast nieproporcjonalnie duże prezbiterium w stylu gotyckim pochodzi z połowy XIV wieku i zastąpiło ono poprzednie stojące w tym samym miejscu. Istnieją podejrzenia, że planowano cały romański kościół zastąpić budowlą gotycką, jednak po ukończeniu prezbiterium najprawdopodobniej zabrakło środków na dalsze prace. Ostatecznie zatem miejscowa świątynia jest mieszanką stylów romańskiego i gotyckiego.
Nawę zdobi kilka kamiennych rzeźb, prawdopodobnie autorstwa Sigrafa. W ścianę prezbiterium wmurowano fragmenty dwóch kamieni runicznych, z których jeden zawiera napis: „zabici ludzie z Lubeki”. Portal prowadzący do prezbiterium ozdobiony został przez rzeźbione kolumny.

## Wnętrze

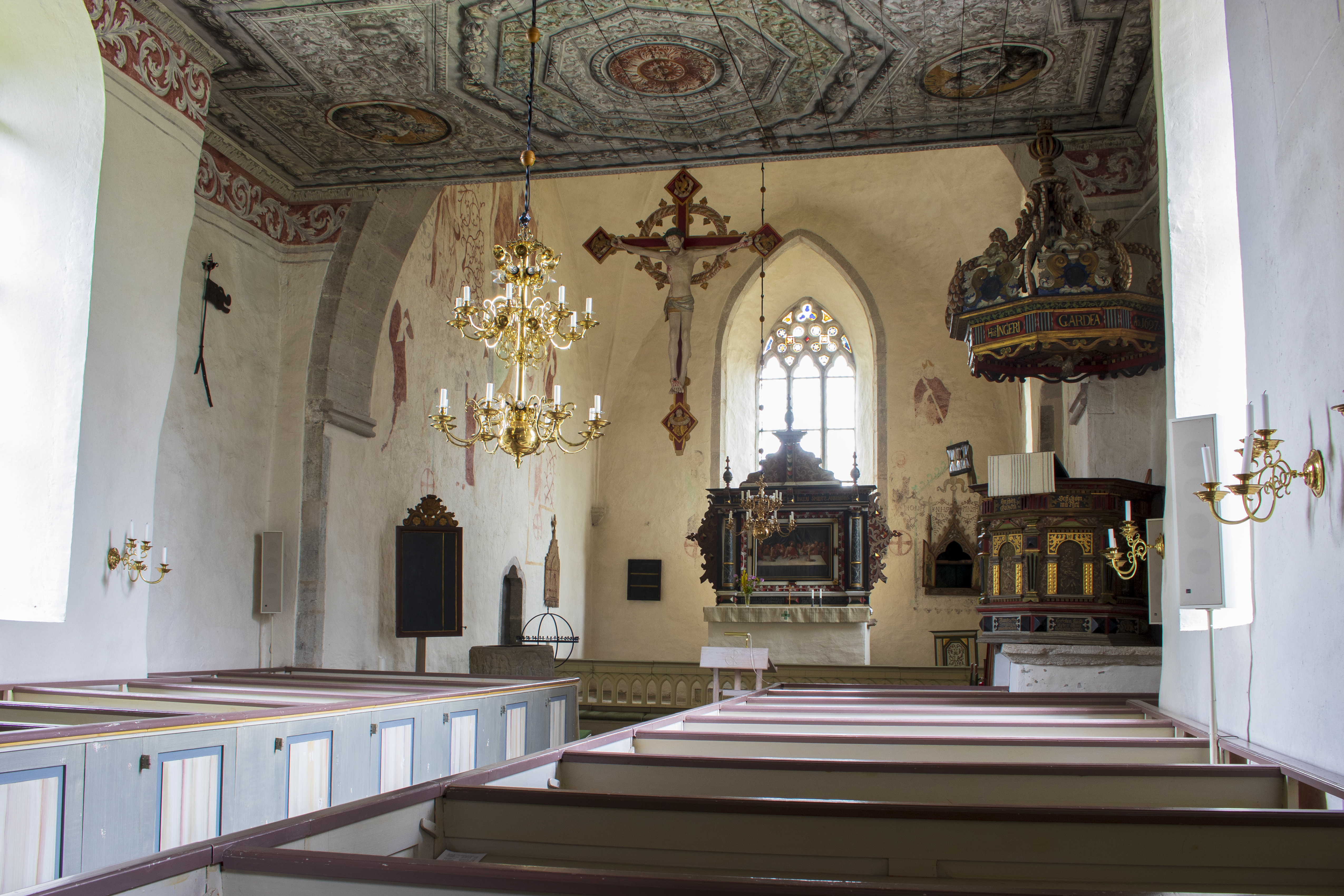
Wnętrze

We wnętrzu kościoła zauważyć można malowany strop datowany na 1697 rok. Pośrodku znajduje się przedstawienie sądu ostatecznego, zaś w rogach apostołowie Piotr i Paweł. Ponadto mocno zniszczone malowidła zdobią ściany prezbiterium. Przedstawiają one apostołów i szereg świętych, w tym Marcina z Tours czy Jerzego ze smokiem. Freski te pochodzą z XV i XVI wieku, a autorstwo części z nich przypisuje się Mistrzowi Męki Pańskiej.
Niektóre elementy wyposażenia wnętrza świątyni pochodzą ze średniowiecza. Na uwagę zasługuje krzyż triumfalny z połowy XV wieku, wykonany prawdopodobnie poza Gotlandią. Stoi tu także kamienna chrzcielnica wyrzeźbiona przez Hegvalda. Uważana jest ona za jedną z najciekawszych chrzcielnic na wyspie. Jej płaskorzeźby przedstawiają m.in. sceny z dzieciństwa Jezusa. Niektóre drewniane fragmenty ołtarza powstały w 1686 roku. Ambona jest datowana na 1697 rok.
Kościół przeszedł renowację w 1965 roku.